# Moninostemma festum
Moninostemma festum är en stekelart som först beskrevs av Walker 1839.  Moninostemma festum ingår i släktet Moninostemma och familjen gallmyggesteklar. Inga underarter finns listade i Catalogue of Life.